# XBIZ

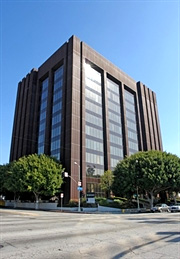
Hoofdkantoor

XBIZ is een Amerikaanse uitgever van zakelijk nieuws en bedrijfsinformatie in de seksbranche. XBIZ heeft een eigen website, geeft twee maandelijkse vakbladen uit, organiseert verschillende conferenties en verzorgt zakelijke netwerken tussen beroepslui in de branche. Vertegenwoordigers van XBIZ worden vaak in de massamedia geciteerd in verband met trends en fenomenen in de seksindustrie.

## Nieuws en informatie producten
- XBIZ Awards – De grootste business-to-business awards-show van de entertainmentindustrie voor volwassenen, die zakelijke uitmuntendheid en uitstekende prestaties van professionals, bedrijven en artiesten uit de sector eert en erkent.
- XBIZ Digital Edition – XBIZ Digital biedt digitale edities van de zakelijke tijdschriften XBIZ World Magazine en XBIZ Premiere Magazine en biedt online of downloadbare versies voor offline weergave.
- XBIZ Forum – Een driedaags zakelijk forum en netwerkevenement voor professionals uit de industrie, gehouden in het Hard Rock Hotel en Casino in Paradise, Nevada.
- XBIZ LA Conference – Het jaarlijkse zakelijke seminar en handelsexpo van de entertainmentindustrie voor volwassenen, met seminars, workshops, keynote-adressen en netwerkevenementen in de branche.
- XBIZ Newswire – Een Newswire en RSS-service voor de industrie voor volwassenen.
- XBIZ Premiere Magazine (formerly XBIZ Video) – Een vakblad voor de retailsector van de adult entertainment-industrie, dat verslag doet van het nieuws en de ontwikkelingen in de gay-, retail-, seksspeeltjes- en videosectoren van de adult entertainment-industrie.
- XBIZ World Magazine – Een vakblad voor de digitale mediasector van de porno-industrie, met internet- en technologienieuws, hoofdartikelen, marktanalyses, trendrapporten en interviews met trendsetters in de online-industrie voor volwassenen.
- XBIZ Research – Een marktonderzoeksprogramma voor de entertainmentindustrie voor volwassenen.
- XBIZ.com – Een zakelijk nieuws- en bronnenportaal voor de volwassenenindustrie, met nieuws, hoofdartikelen, evenementenlijsten, blogs, prikborden, zakelijke diensten en een uitgebreide bedrijvengids van de entertainmentindustrie voor volwassenen
- XBIZ.net – Ben professionele business-to-business netwerkservice voor de entertainmentindustrie voor volwassenen die professionals uit de entertainmentindustrie voor volwassenen in contact brengt met nieuwe zakelijke kansen.

## XBIZ Awards
XBIZ reikt jaarlijks de XBIZ Awards uit voor excellentie in de wereld van adult entertainment. De prijzen worden sinds 2003 uitgereikt. De prijs staat voor zakelijke uitmuntendheid en uitstekende prestaties van professionals, bedrijven en artiesten uit de sector eert en erkent.